# Liste des espèces végétales menacées ou vulnérables au Québec
314 plantes vasculaires et 191 plantes invasculaires (bryophytes) sont considérées comme étant susceptibles d'être désignées menacées ou vulnérables.
78 espèces de la flore ont été légalement désignées menacées ou vulnérables au Québec:

## Espèces floristiques menacées (57)
- Aplectrelle d’hiver, Aplectrum hyemale

- Arabette du Québec, Boechera quebecensis

- Arisème dragon, Arisaema dracontium

- Aristide à rameaux basilaires, Aristida basiramea

- Arnica de Griscom, Arnica griscomii subsp. griscomii

- Asclépiade tubéreuse, Asclepias tuberosa var. interior

- Aspidote touffue, Aspidotis densa

- Aster à rameaux étalés, Eurybia divaricata
- Aster d’Anticosti, Symphyotrichum anticostense
- Aster du golfe Saint-Laurent, Symphyotrichum laurentianum

- Astragale de Fernald, Astragalus robbinsii var. fernaldii

- Athyrie alpestre, Athyrium alpestre subsp. americanum

- Carex des glaces (population de la région 09), Carex glacialis
- Carex digital, Carex digitalis var. digitalis
- Carex faux-lupulina, Carex lupuliformis

- Carmantine d’Amérique, Justicia americana

- Chardon écailleux, Cirsium scariosum

- Cicutaire de Victorin, Cicuta maculata var. victorinii

- Corallorhize d’automne, Corallorhiza odontorhiza var. odontorhiza

- Corème de Conrad, Corema conradii

- Cypripède œuf-de-passereau, Cypripedium passerinum

- Doradille des murailles, Asplenium ruta-muraria

- Drave à graines imbriquées, Draba pycnosperma

- Ériocaulon de Parker, Eriocaulon parkeri

- Gaylussaquier de Bigelow, Gaylussacia bigeloviana

- Gentianopsis de Macoun, Gentianopsis virgata subsp. macounii

- Gentianopsis de Victorin, Gentianopsis virgata subsp. victorinii

- Ginseng à cinq folioles, Panax quinquefolius

- Hydrophylle du Canada, Hydrophyllum canadense

- Jonc à tépales acuminés, Juncus acuminatus

- Lézardelle penchée, Saururus cernuus

- Listère australe, Listera australis

- Mimule glabre, Mimulus glabratus var. jamesii

- Minuartie de la serpentine, Minuartia marcescens

- Monarde ponctuée, Monarda punctata var. villicaulis

- Muhlenbergie ténue, Muhlenbergia tenuiflora

- Myosotis printanier, Myosotis verna

- Orge des prés, Hordeum brachyantherum subsp. brachyantherum

- Orme liège, Ulmus thomasii

- Onosmodie hispide, Lithospermum parviflorum

- Pelléade à stipe pourpre, Pellaea atropurpurea

- Pin rigide, Pinus rigida

- Phégoptère hexagones, Phegopteris hexagonoptera

- Podophylle pelté, Podophyllum peltatum

- Polémoine de Van Brunt, Polemonium vanbruntiae

- Polystic des rochers, Polystichum scopulinum

- Ptérospore à fleurs d’andromède, Pterospora andromedea

- Sagittaire des estuaires, Sagittaria montevidensis subsp. spongiosa

- Saule à bractées vertes, Salix chlorolepis

- Séneçon à feuilles obovales, Packera obovata
- Séneçon fausse-cymbalaire, Packera cymbalaria

- Scirpe de Pursh, Schoenoplectus purshianus var. purshianus

- Thélyptère simulatrice, Thelypteris simulata

- Verge d’or à bractées vertes, Solidago simplex subsp. simplex var. chlorolepis

- Vergerette de Provancher, Erigeron philadelphicus subsp. provancheri

- Verveine simple, Verbena simplex

- Woodsie à lobes arrondis, Woodsia obtusa subsp. obtusa

## Espèces floristiques vulnérables (12)
- Ail des bois, Allium tricoccum

- Arnica à aigrette brune, Arnica lanceolata subsp. lanceolata

- Aster à feuilles de linaire, Ionactis linariifolia

- Conopholis d’Amérique, Conopholis americana

- Cypripède tête-de-bélier, Cypripedium arietinum

- Érable noir, Acer nigrum

- Floerkée fausse-proserpinie, Floerkea proserpinacoides

- Hélianthe à feuilles étalées, Helianthus divaricatus

- Goodyérie pubescente, Goodyera pubescens

- Renouée de Douglas, Polygonum douglasii

- Sumac aromatique, Rhus aromatica var. aromatica

- Valériane des tourbières, Valeriana uliginosa

## Espèces floristiques vulnérables à la récolte (9)
- Adiante du Canada, Adiantum pedatum

- Asaret du Canada, Asarum canadense

- Cardamine carcajou, Cardamine diphylla

- Cardamine géante, Cardamine maxima

- Lis du Canada, Lilium canadense

- Matteuccie fougère-à-l’autruche, Matteuccia struthiopteris

- Sanguinaire du Canada, Sanguinaria canadensis

- Trille blanc, Trillium grandiflorum

- Uvulaire à grandes fleurs, Uvularia grandiflora